# 岡山西バイパス
岡山西バイパス（おかやまにしバイパス）は、国道180号バイパスであり、地域高規格道路「岡山環状道路」の西側部分を構成する道路である。

## 概要
岡山県岡山市南区古新田から北区楢津まで至る総延長5.6 kmの道路。本線部は都市高速道路に準じた高架道路として整備されることとなっているが、現段階では側道部のみを先行開通させ、暫定的に全線供用させた形となっている。

## 路線データ
- 起点：岡山県岡山市南区古新田（国道2号岡山バイパスと接続、岡山環状南道路と接続予定）
- 終点：岡山県岡山市北区楢津（国道180号総社・一宮バイパスと接続）
- 延長：5.6 km
- 規格：第4種第1級
- 車線数：
  - （1工区） 本線部：4車線（未供用） 側道部：完成4車線
  - （2工区） 本線部：4車線（未供用） 側道部：2車線（一部区間4車線）
- 道路幅員：
  - （1工区） 50.0 m
  - （2工区） 40.0 m
- 車線幅員：（本線部）3.5 m （側道部）3.25 m
- 設計速度：60 km/h
- 制限速度：60 km/h

## 歴史
- 1979年（昭和54年）3月30日 : 都市計画決定。
- 1979年（昭和54年） : 岡山市南区古新田 - 岡山市北区西長瀬（1工区 : 2.5 km）間の事業化。
- 1983年（昭和58年）1月21日 : 都市計画変更。
- 1988年（昭和63年） : 岡山市北区西長瀬 - 岡山市北区楢津（2工区 : 3.1 km）間の事業化。
- 2000年（平成12年） : 地域高規格道路 岡山環状道路の一部に指定。
- 2001年（平成13年）3月30日 : 地域高規格道路指定に伴い、都市計画変更（街路併設高架構造へ変更）。
- 2001年（平成13年） : 岡山市南区古新田 - 岡山市北区西長瀬（1工区 : 2.5 km）間の工事着手。
- 2002年（平成14年） : 岡山市北区西長瀬 - 岡山市北区楢津（2工区 : 3.1 km）間の工事着手。
- 2005年（平成17年）7月24日 : 岡山市南区古新田 - 岡山市北区西長瀬（1工区 : 2.5 km）間の側道部が開通。
- 2010年（平成22年）3月24日 : 岡山市北区西長瀬 - 岡山市北区野殿西町（岡山県道242号川入巌井線）（2-1工区 : 1.2 km）間の側道部が開通。
- 2011年（平成23年）3月27日 : 岡山市北区野殿西町 - 岡山市北区楢津（国道180号）（2-2工区 : 1.9 km）間の側道部が開通。これに伴い、関連道路の岡山市道矢坂西町11号線も同時開通。
- 2020年度（令和2年度） : 岡山市北区西長瀬 - 岡山市北区楢津間延長3.5 kmの専用部が一般国道180号岡山西バイパス（西長瀬〜楢津）として事業化。
- 2023年（令和５年）6月11日 :岡山市北区西長瀬 - 岡山市北区楢津間の高架橋の建設工事に着手。[2][1]

## 路線状況
- バイパスの北端部で総社・一宮バイパスとに繋がる。2025年春には、総社・一宮バイパスの吉備スマートインターチェンジまでの区間が開通予定であり、山陽自動車道と直結する。[3]　また、南端部で岡山環状南道路と接続予定である。
- 中央分離帯は本線部となる高架建設用地であるため幅が広くとられている。
- 本線部の開通予定は、未定。

### 主な構造物
- 古新田大橋　168 m
- 平田高架橋　315 m
- 北長瀬高架橋　515 m
- 野殿高架橋　461 m
- 矢坂西町高架橋　185 m
- 楢津側道橋　128 m
- 第2笹ヶ瀬川橋　115 m

## 地理

### 通過する自治体
- 岡山県
  - 岡山市（南区 - 北区）

### 接続道路
- 国道2号
- 岡山県道162号岡山倉敷線（通称：旧2号線）
- 岡山県道242号川入巌井線（通称：新幹線側道）
- 岡山市道矢坂西町11号線
  - （岡山西バイパスの国道2号方面と国道180号（現道）の国道53号方面との連絡路）
- 国道180号 （現道）

### 交差する道路
- 上側が起点側、下側が終点側。左側が上り側、右側が下り側。
- 交差する道路の特記がないものは市道。
- キロポストの前にBPがつく。

| 交差する道路                                   | 交差する道路            | 交差する場所   | 大樋橋西から (km) | 備考 | 所在地     |
| ---------------------------------------------- | ----------------------- | -------------- | ----------------- | ---- | ---------- |
| 国道180号（岡山環状南道路） 玉野方面〔建設中〕 |                         |                |                   |      |            |
| 国道2号（岡山バイパス）                        | 国道2号（岡山バイパス） | 大樋橋西       | 0.0               | 立体 | 岡山市南区 |
|                                                |                         | 平田西         | 1.0               |      | 岡山市北区 |
|                                                |                         | 御南中口       | 1.3               |      | 岡山市北区 |
|                                                |                         | バイパス田中   | 1.8               |      | 岡山市北区 |
|                                                |                         | 中仙道幼稚園西 | 2.1               |      | 岡山市北区 |
| 県道162号岡山倉敷線                            | 県道162号岡山倉敷線     | 西長瀬         | 2.5               |      | 岡山市北区 |
|                                                |                         | 日吉町         | 3.3               |      | 岡山市北区 |
| 岡山県道242号川入巌井線                        | 岡山県道242号川入巌井線 | 野殿西町       | 3.7               |      | 岡山市北区 |
|                                                |                         | 東野山町       | 4.6               |      | 岡山市北区 |
| 国道180号 （現道）                             | 国道180号 （現道）      | 楢津東         | 5.6               |      | 岡山市北区 |
| 国道180号（総社・一宮バイパス） 総社・新見方面 |                         |                |                   |      |            |